# Филяриатозы
Филяриатоз (лат. filariatos, филяриоз) — паразитарное заболевание человека и животных, вызываемое заражением круглыми червями типа Filarioidea. Они распространяются насекомыми, питающимися кровью, такими как черные мухи и комары. Относится к группе «забытых болезней».
Эти паразиты существуют в дикой природе в субтропических районах Южной Азии, Африки, Южной части Тихого океана и некоторых частях Южной Америки.

## Классификация
У восьми известных филяриозных червей люди являются окончательными хозяевами. Они делятся на три группы в зависимости от части тела, которую они поражают:
- Лимфатический филяриатоз вызывается червями Wuchereria bancrofti, Brugia malayi и Brugia timori. Эти черви занимают лимфатическую систему, включая лимфатические узлы; в хронических случаях эти черви приводят к синдрому слоновости.
- Подкожный филяриатоз вызывается Loa loa (глазным червём), Mansonella streptocerca и Onchocerca volvulus. Эти черви занимают слой непосредственно под кожей. L. loa вызывает филяриатоз Лоа-лоа, в то время как O. volvulus вызывает речную слепоту.
- Серозный полостной филяриатоз вызывается червями Mansonella perstans и Mansonella ozzardi, которые занимают серозную полость брюшной полости. Dirofilaria immitis, собачий сердечный червь, редко заражает людей.

Взрослые черви, которые обычно остаются в одной ткани, выделяют ранние личиночные формы, известные как микрофилярии, в кровь человека. Эти циркулирующие микрофилярии могут быть поглощены во время кровяной трапезы насекомым-переносчиком; в переносчике они развиваются в инфекционных личинок, которые могут передаваться другому человеку.

Лица, инфицированные филяриозными червями, могут быть описаны как «микрофиляриозные» или «амикрофиляриозные», в зависимости от того, можно ли обнаружить микрофилярии в их периферической крови. Филяриатоз диагностируется в случаях микрофиляремии главным образом путем непосредственного наблюдения за микрофиляриями в периферической крови. Скрытый филяриатоз диагностируется в случаях амикрофиляремии на основании клинических наблюдений и, в некоторых случаях, путем обнаружения циркулирующего антигена в крови.

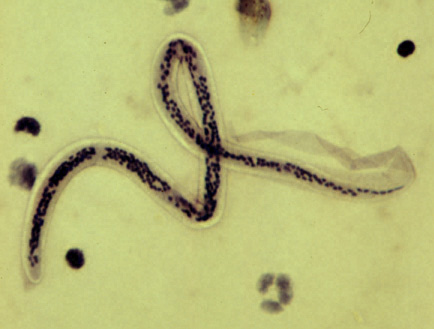
Wuchereria bancrofti
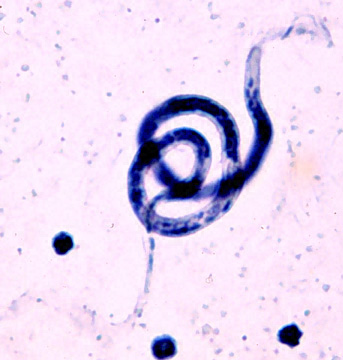
Brugia malayi
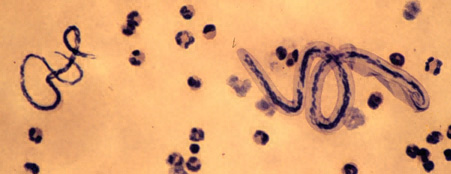
Микрофилярия Loa loa (справа) и Mansonella perstans (слева) в мазке крови
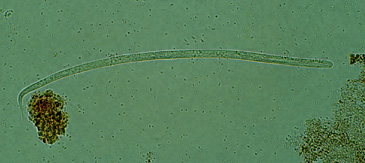
Onchocerca volvulus

## Развитие

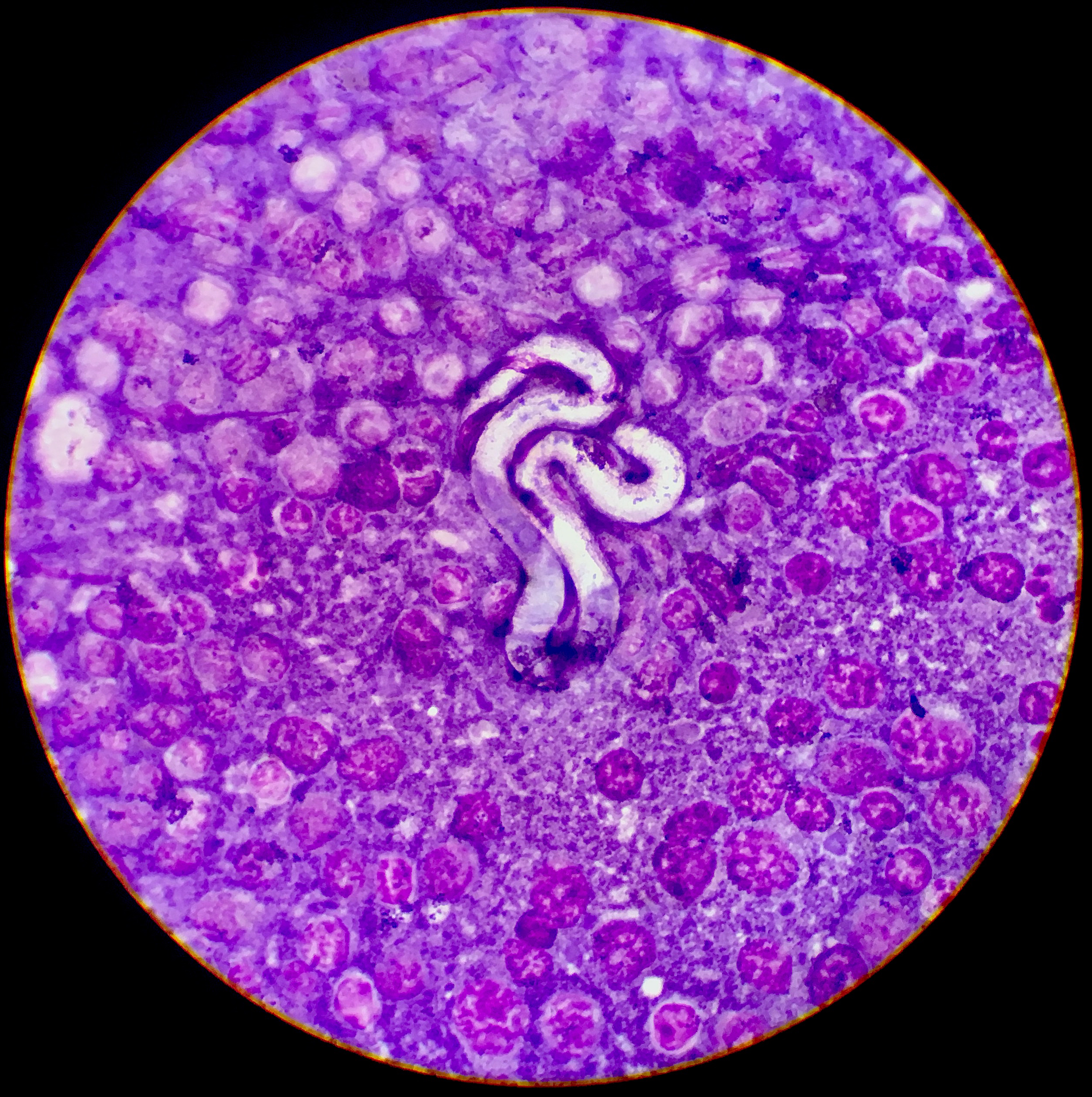
Микрофилярии Dirofilaria immitis (сердечные черви) в лимфатическом узле собаки с лимфомой. Эта молодая нематода находится в подушке из незрелых лимфоцитов от среднего до крупного размера, проявляющих множественные признаки рака.

### Цикл
Цикл развития паразитов осуществляется со сменой двух хозяев — окончательного (позвоночное) и промежуточного (кровососущее насекомое из отряда двукрылых). Половозрелые самки, локализующиеся во внутренних органах (в том числе лимфатических сосудах) окончательного хозяина, рождают живых личинок — микрофилярий, которые выходят в периферические кровеносные сосуды или кожу. При питании кровососущего насекомого они проникают с током крови в его кишечник. а затем через стенку кишечника выходят в полость тела и мускулатуру. Дважды или трижды перелиняв, личинки становятся инвазионными и проникают в ротовой аппарат насекомого. При кровососании они прорывают хоботок насекомого, выходят на кожу окончательного хозяина, через ранки и трещины в коже проникают в кровеносные сосуды, затем проделывают последнюю линьку и достигают половозрелости. Половозрелые черви живут до 15—17 лет.

### Распространение
Распространены филяриатозы во всем тропическом поясе — Африке, Азии, Южной Америке, на островах Тихого океана.

### Классификация
Филярии, или нитчатки, — нематоды из отряда Spirurida, подотряда Filariata, семейства Filanidae, живородящие гельминты.

### Пути передачи

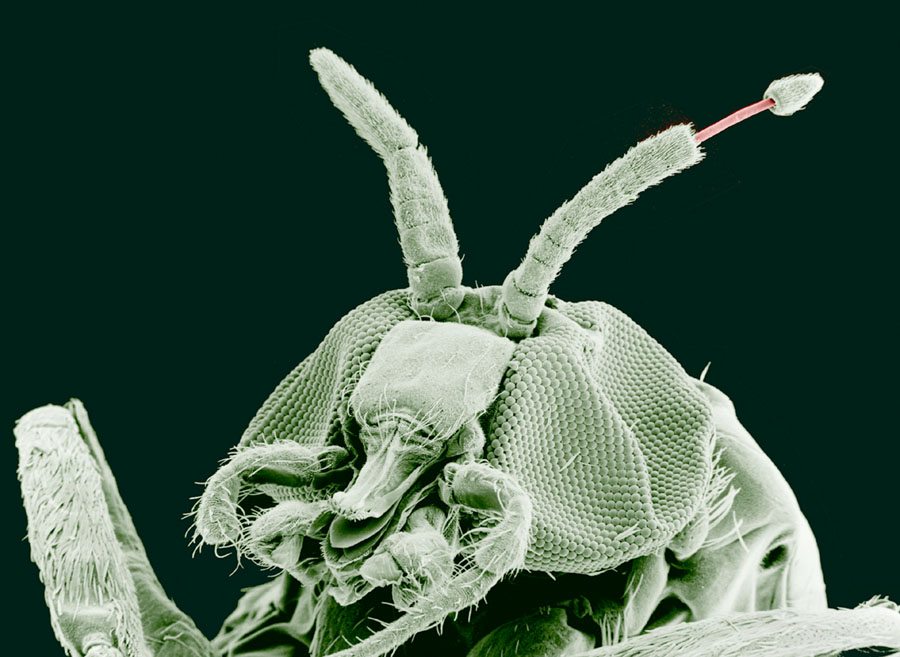
Ползучий комар с филарией Onchocerca, выходящей на левый щуп

Человек, позвоночные животные — окончательные хозяева; кровососущие двукрылые насекомые различных видов — промежуточные хозяева, они же являются переносчиками паразита. В организме человека зрелые гельминты паразитируют в лимфатических сосудах и узлах, в брыжейке, забрюшинной клетчатке, в различных полостях тела, в коже и подкожной клетчатке. При кровососании насекомого микрофилярии с кровью попадают в его желудок, далее мигрируют в мышцы, где превращаются в инвазионных личинок. Током гемолимфы они заносятся в колющий хоботок насекомого и при очередном кровососании личинки через ранку в коже попадают в организм окончательного хозяина. Мигрируя, личинки достигают места обитания, где превращаются во взрослых филярий. Концентрация личинок некоторых видов филярий, циркулирующих в крови, может в течение суток в периферических сосудах изменяться.

### Течение инвазии
В связи с этим выделяют три типа инвазии: периодический — выраженный пик численности приходится на определённое время суток — днем или ночью, субпериодический — личинки постоянно находятся в крови, но в какое-то время суток их концентрация возрастет; непериодический (постоянный) — микрофилярии обнаруживаются в крови в любое время в одинаковом количестве. Периодичность микрофиляриемии обусловлена временем максимальной активности насекомого — переносчика.
Иммунный ответ при филяриатозах формируется в соответствии с общими закономерностями иммунного процесса. Он более выражен на паразитирование личинок. Иммунные реакции, возникающие против микрофилярий, защищают хозяина от бесконтрольного увеличения интенсивности инвазии в случаях повторного заражения. У коренных жителей эндемичных очагов вырабатывается частичный иммунитет, который обусловливает снижение численности взрослых особей, сокращение срока их жизни, а также подавление воспроизводства микрофилярий. Развивается также резистентность к повторным заражениям.
При филяриатозе глаз, гельминты могут обнаруживаться (иногда в большом количестве) в толще роговицы, в передней камере глаза, под конъюнктивой, вызывая кератит, ирит, конъюнктивит. Заболевание может привести к резкому снижению и даже утрате зрения.
У больных филяриозами в той или иной степени выражен аллергический синдром, для лимфатических филяриозов (вухерериоз и бругиоз) характерны лимфаденопатия, лимфангит и лимфостаз, при онхоцеркозе наряду с этими симптомами отмечаются серьёзные поражения глаз.
Диагноз ставят на основании клинической картины, данных эпидемиологического анамнеза (пребывание в эндемичных районах) и обнаружения микрофилярии в мазке и толстой капле крови, окрашенных по Романовскому — Гимзе, биоптатах кожи, в глазу (при лоаозе, онхоцеркозе). Применяют также иммунологические методы исследования (реакция пассивной гемагглютинации, реакция связывания комплемента, иммуноферментный анализ и др.)
Прогноз серьёзный из-за возможности развития элефантиаза, поражения глаз, что может привести к инвалидности. Причиной летальных исходов могут быть гнойно-септические осложнения.
Профилактика — защита людей от укусов насекомых-переносчиков.
Гельминтозы этой группы — Акантохейлонематоз, Бругиоз, Вухерериоз, Дирофиляриоз, Лоаоз, Мансонеллёз, Онхоцеркоз, Сетариоз, Стрептоцеркоз, Тропическая легочная эозинофилия.

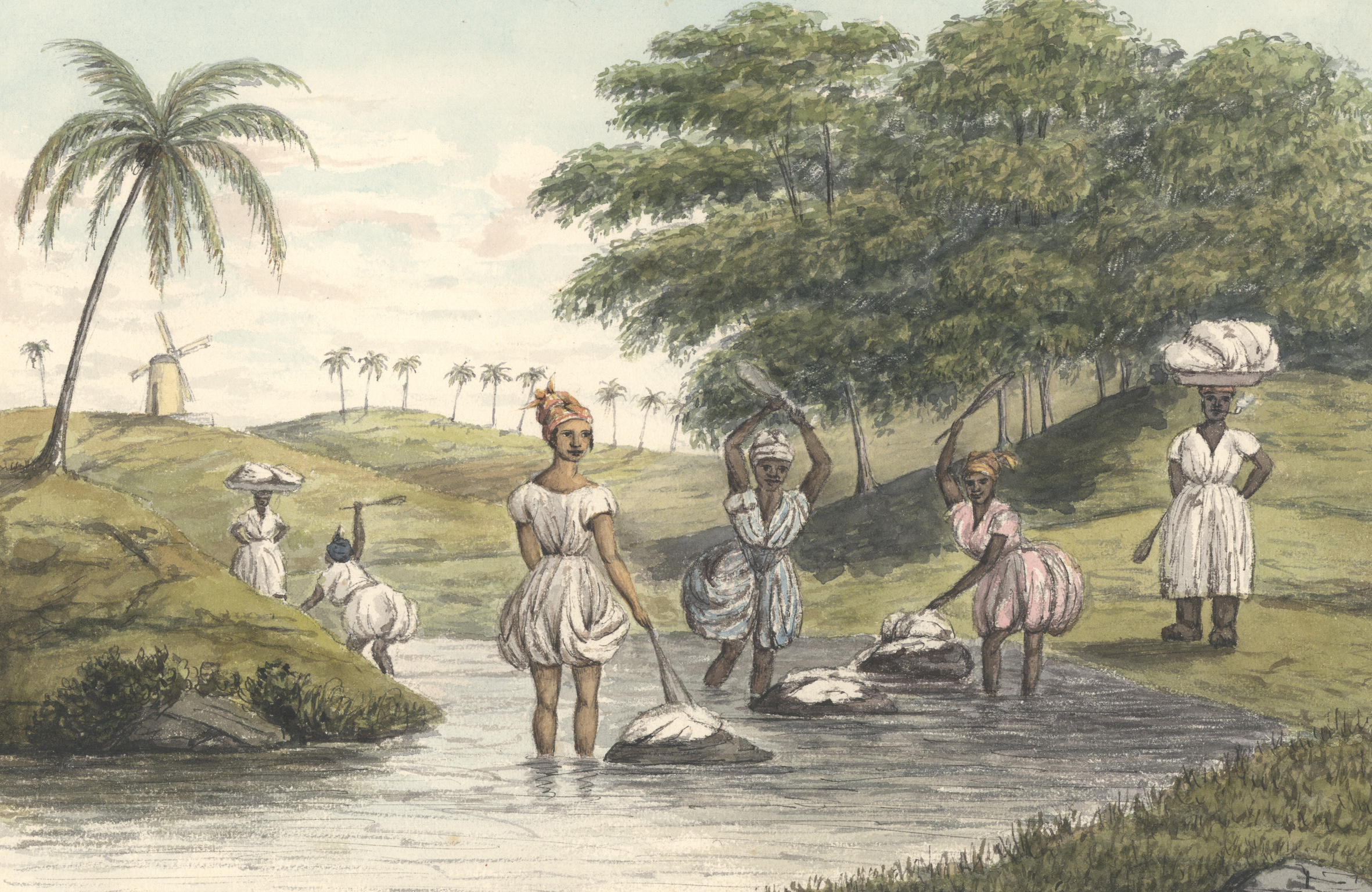
Раннее изображение из Африки (около 1844 года) (Пострадавшие справа на картинке)
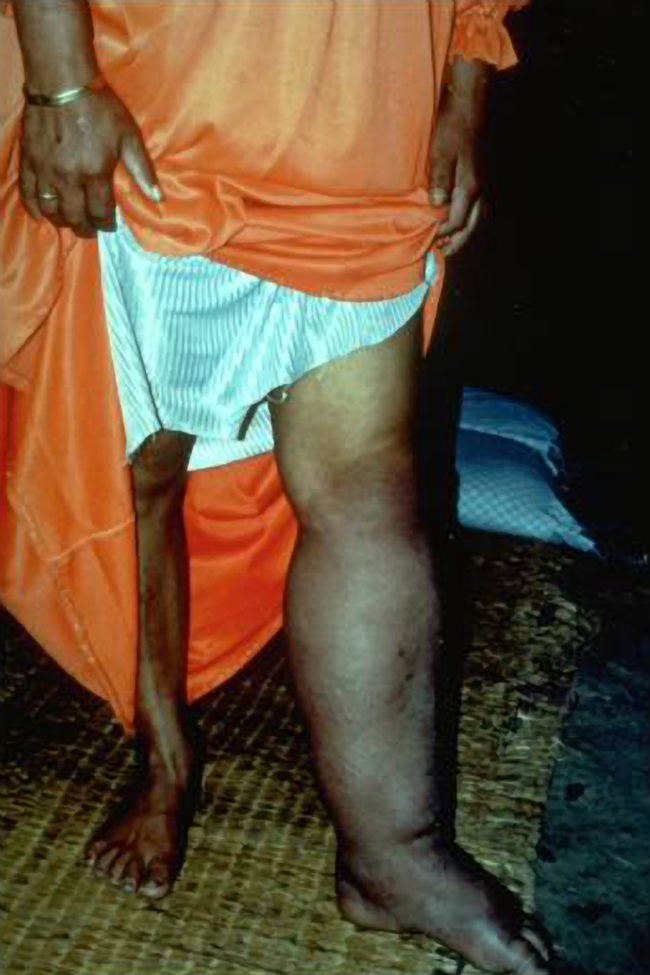
Слоновая болезнь ноги, вызванная микрофиляриями
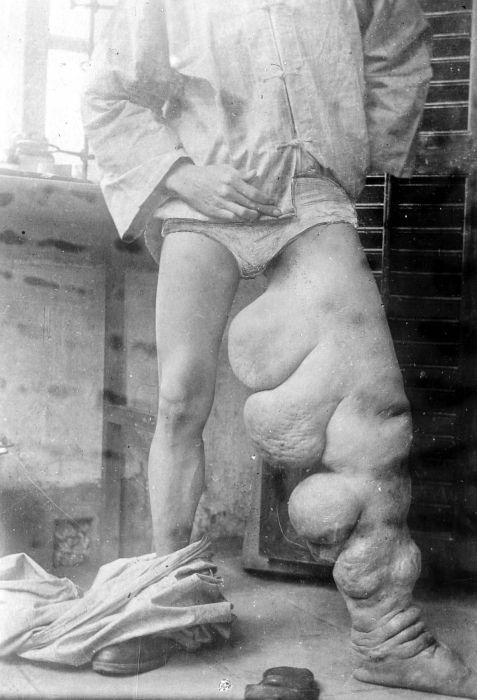
Слоновая болезнь ноги, вызванная микрофиляриями
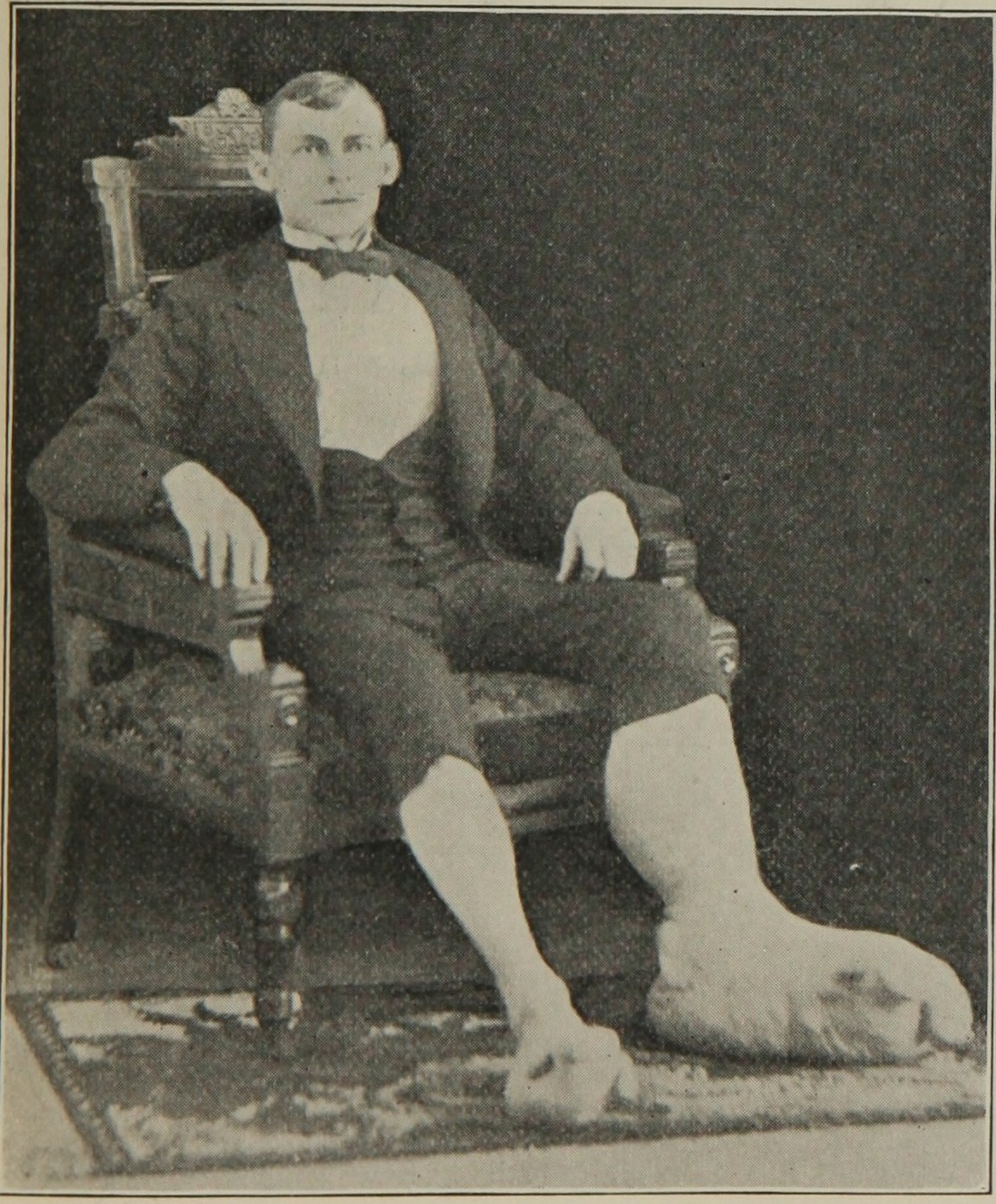
Американец с элефантиазом ног (незадолго до 1900 года)
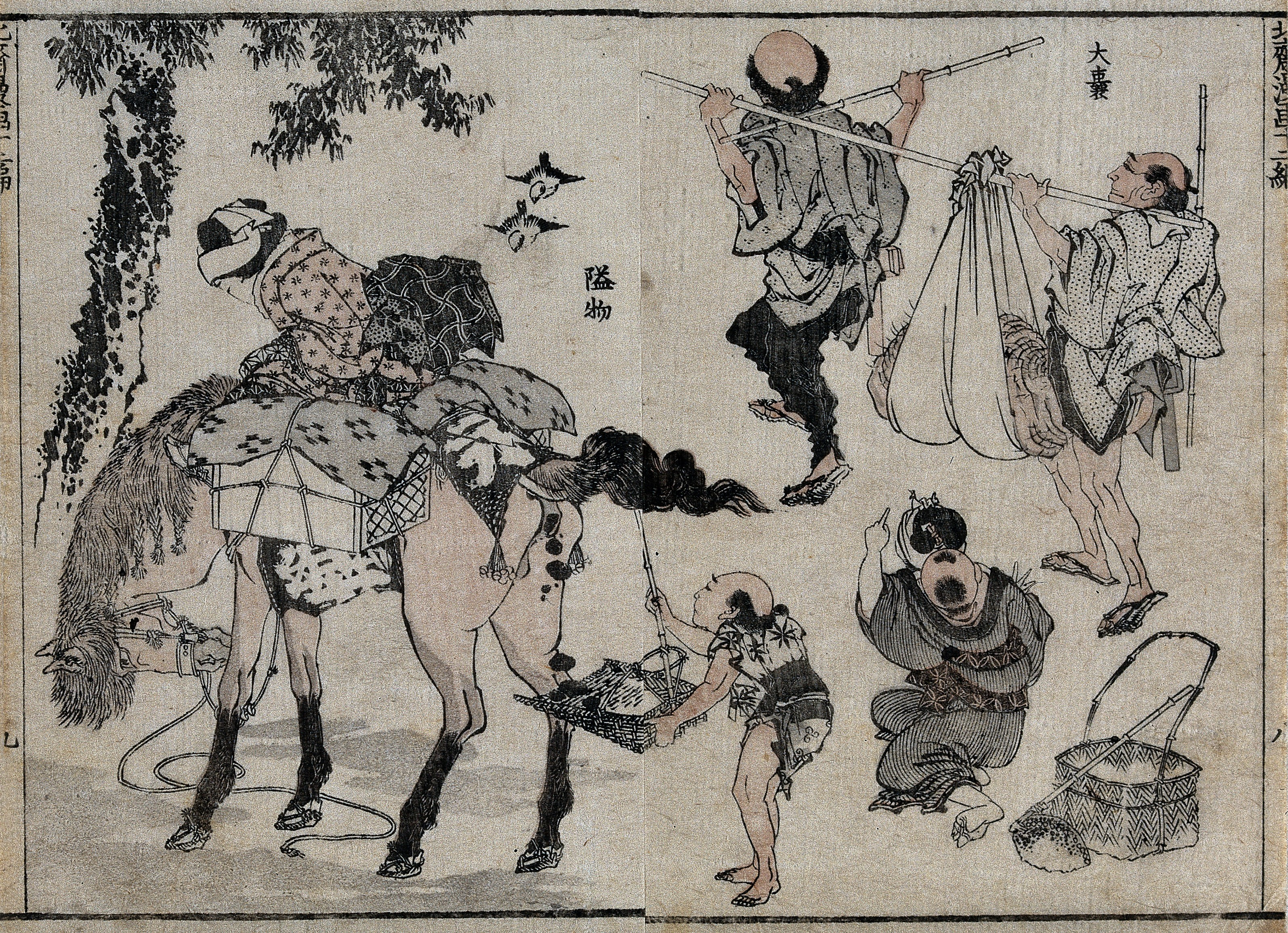
Раннее проявление генитального элефантиаза, 1834 год, Япония
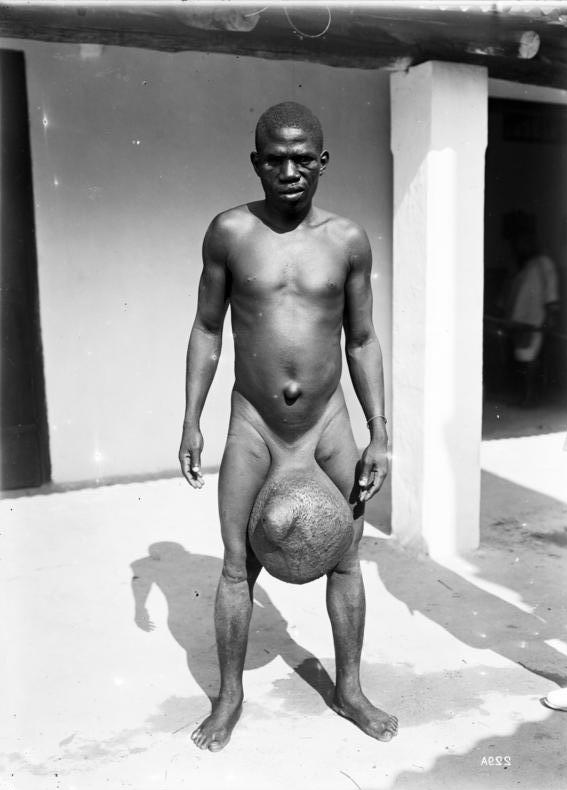
Африканец с генитальным элефантиазом, 1906 г.
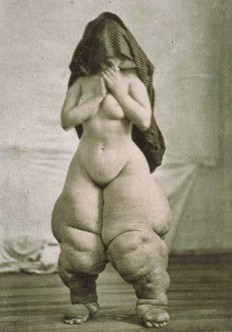
Клиническая запись для журнала: анонимно сфотографированный пациент со слоновым заболеванием (1878)